# Васан, Говиндасвами Каруппиах
Говиндасвами Каруппиах Васан известный как Г. К. Васан (там. ஜி. கே. வாசன்; 28 декабря 1964, Сундара Перумалкойл, Мадрас, Индия) — индийский политический и государственный деятель.

## Биография
Сын Мупанара — Генеральноо секретаря президиума Индийского национального конгресса (1980—1988).
Член Индийского национального конгресса (2002–2014). Секретарь комитета Всеиндийского Конгресса (AICC) с августа 2002 по ноябрь 2003 г.
Президент Конгресса Тамил Маанила, политической партии в штате Тамилнад (Индия) (с августа 2001 по август 2002 года и с 2014 года по настоящее время). Президент комитета Конгресса Тамилнада  (2003-2006).
С 2002 по 2014 год был депутатом Раджья сабха, верхней палаты парламента страны, с 2020 года – Инкумбент Раджья сабха.
С 2004 по 2006 год – член консультативных комитетов Министерства городского развития и Министерства угольной промышленности Индии.
В 2006–2009 годах работал Министром статистики и выполнения программ Индии.
В 2009–2014 годах – Министр судоходства Индии. Исполняющий обязанности министра труда (2014).